# Son of the Dirty South
Son of the Dirty South (englisch Sohn des dreckigen Südens) ist ein Lied der US-amerikanischen Sänger Brantley Gilbert und Jelly Roll. Es erschien am 24. Juni 2022 als zweite Single seines siebten Studioalbums So Help Me God.

## Inhalt
Son of the Dirty South ist ein Country-Rock-Song, der gleichzeitig Elemente des Hip-Hop und des Hard Rock enthält und von Brantley Gilbert, Jason DeFord und Andrew Baylis geschrieben wurde. Der Text ist in englischer Sprache verfasst. Son of the Dirty South ist 2:59 Minuten lang, wurde in der Tonart B-Dur geschrieben und weist ein Tempo von 139 BPM auf. Produziert wurde das Lied von Andrew Baylis, Brantley Gilbert, Brock Berryhill, DJ Chill und Will Weatherly. Laut Brantley Gilbert wollten er und Jelly Roll schon seit längerer Zeit ein Lied zusammen schreiben. Beide hätten eine Menge Spaß gehabt, das Lied gemeinsam im Studio zu schreiben, da man nicht immer die Chance hätte, mit den Co-Autoren zu arbeiten. Die Single wurde am 24. Juni 2022 veröffentlicht, kurz bevor beide Musiker ihre fünf Termine umfassende Son of the Dirty South-Tournee begannen.
Brantley Gilbert singt den Refrain und die Bridge, während Jelly Roll die beiden Strophen rappt. In der ersten Strophe geht es um wichtige Elemente des ländlichen Lebensstils sowie über das Leben eines Arbeiters. Während der zweiten Strophe geht es um Jelly Rolls musikalische Einflüsse. Konkret nennt er Künstler wie Hank Williams, Three 6 Mafia und Kid Rock. Brantley Gilbert beschreibt im Refrain den Charakter seines Sohnes der Südstaaten, der „ein Rebell ist, mit dem man sich nicht anlegt“, sein Gewehr mit sich trägt und der „laut und aggressiv“ ist. Während der Bridge macht Gilbert ein patriotisches Statement, dass „die Söhne des dreckigen Südens zur Flagge stehen und zum Beten niederknien“. Die USA wären „wegen der tapferen Menschen das Land der Freien, von der Wiege bis zum Grab“.

## Musikvideo
Für das Lied wurde ein Musikvideo veröffentlicht, welches die beiden Musiker mit Gilberts Liveband auf einer Farm zeigt. Die Männer werden dabei vom verschiedenen Fahrzeugen umkreist, die durch den Schlamm fahren. Im Hintergrund ist die Flagge der Konföderierten Staaten von Amerika zu sehen. Während der Bridge kehren Brantley Gilbert und Jelly Roll in eine Kneipe ein. Nachdem ein Gast sich mit der Bardame anlegt, entsteht eine Schlägerei unter den Gästen, die die beiden Musiker jedoch nur beobachten und nicht eingreifen.

## Rezeption

### Rezensionen
Das Onlinemagazin Country Music Lane beschrieb Son of the Dirty South als „heißen“ neuen Song von zwei Künstlern, die „keine Angst davor haben, ihre Meinung zu äußern“ und „zu dem zu stehen, was sie glauben“.

### Charts und Chartplatzierungen
| ChartsChartplatzierungen               | Höchstplatzierung | Wochen |
| -------------------------------------- | ----------------- | ------ |
| Vereinigte Staaten (Billboard Country) | 48 (2 Wo.)        | 2      |

### Auszeichnungen für Musikverkäufe
| Land/Region               | Auszeichnungen für Musikverkäufe (Land/Region, Auszeichnung, Verkäufe) | Verkäufe |
| ------------------------- | ---------------------------------------------------------------------- | -------- |
| Vereinigte Staaten (RIAA) | Gold                                                                   | 500.000  |
| Insgesamt                 | 1× Gold ·                                                              | 500.000  |